# Vidar Riseth
Vidar Riseth, född 21 april 1972 i Frosta, Norge, är en norsk före detta fotbollsspelare.
Riseth vann fem norska mästerskap och ett cupguld med Rosenborgs BK. Han vann också den skotska ligacupen med Celtic 2000.
Riseth utsågs till Norges bästa försvarsspelare 2003.